# John Epps
 (février 2025).
Pour les articles homonymes, voir Epps.
John Epps, né le 15 février 1805 et mort le 12 février 1869, est un médecin, phrénologue et homéopathe britannique. Il est également un activiste politique défenseur des causes radicales sur lesquelles il prêche, donne des conférences et écrit dans des périodiques.

## Biographie

### Jeunesse et formation
John Epps est né dans une famille calviniste  à Sevenoaks, dans le Kent, le 15 février 1805. Il est le fils aîné de John Epps (voir Famille Epps). George Napoléon Epps (en) est son demi-frère.
John Epps se désillusionne de l'atmosphère religieuse de son enfance. Après des études dans une académie dissidente puis à la Mill Hill School (près de Hendon), il fait un apprentissage chez un apothicaire du nom de Dury ou Durie.
En 1824, à l'âge de 18 ans, Epps va à Édimbourg pour étudier la médecine et en 1827, il obtient son diplôme à l'âge de 21 ans. Il conçoit la médecine comme « un outil de libération pour les pauvres et les classes inférieures ».

### Médecin et conférencier
Après avoir obtenu son diplôme, Epps retourne à Londres où il commence à pratiquer, s'installant finalement dans la Great Russell Street. En 1831, il se marie. Il devient directeur médical du Royal Jennerian and London Vaccine Institution, à la mort de John Walker. Epps a un diplôme écossais, mais pas de licence du Royal College of Physicians ,.
Epps donne également des conférences sur la chimie, la botanique et la matière médicale, dans divers endroits de Londres. Initialement à la Aldersgate Medical School et à Windmill Street; et plus tard à Westminster à la Hunterian School of Medicine. Il y a brièvement (1830-31) une école de médecine dans Brewer Street, mise en place par William Birmingham Costello, Epps et Michael Ryan. Epps et Ryan rejoignent ensuite George Darby Dermott pour donner des conférences à la Western Dispensary dans Gerrard Street. Epps donne des conférences publiquement et largement pour le reste de sa vie, notamment sur la phrénologie et l'homéopathie, à Londres et ailleurs. Lorsque sa santé décline, il continue à donner des conférences chez lui,,.

### Phrénologue
Présenté à cette discipline par son professeur d'anatomie William Sleigh alors qu'il est encore adolescent, Epps embrasse la phrénologie de Franz Joseph Gall et Johann Spurzheim. À Édimbourg, il se lie d'amitié avec les phrénologues George et Andrew Combe;  il est présenté à Spurzheim par James Simpson. l commence à donner des conférences sur la phrénologie en 1827. Pour Epps, la phrénologie était intégrée à son calvinisme baptiste. Avec John Elliotson, il soutient les applications du « phréno-mesmérisme ».
Epps est influencé non seulement par les phrénologues continentaux. Il emprunte à  Gustav Carus et de Jean-Baptiste Lamarck. Ses opinions sont un mélange idiosyncratique de différentes sources, permettant une perspective optimiste dans le cadre des vues calvinistes.

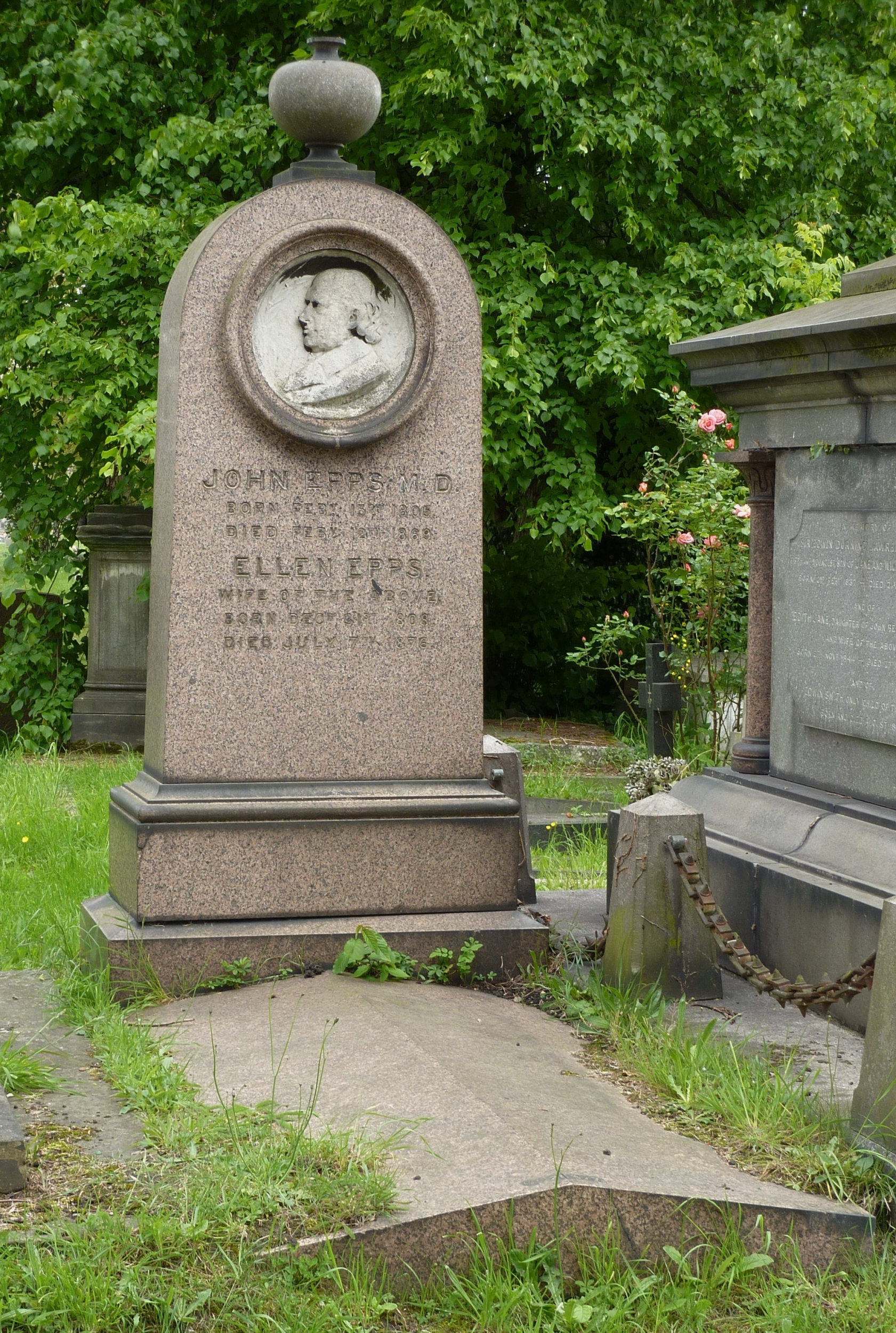
Tombe d'Epps au cimetière de Kensal Green, Londres, photographiée en 2014

À la fin des années 1830 et au début des années 1840, l'Anthropological Society of London (à ne pas confondre avec l' Anthropological Society of London fondée en 1863 par Richard Francis Burton et le Dr James Hunt) est un groupe phrénologique qui tenait des réunions, associé au médecin chrétien et au Magazine anthropologique édité par Epps. John Isaac Hawkins a agi en tant que président,,. Les autres membres étaient Luke Burke  et William Mattieu Williams. Après 1842, elle devint membre de la Christian Phrenological Society.

### Homéopathe
Epps est attiré par l'homéopathie vers 1837 après avoir lu les travaux du Dr Paul Francis Curie ; son autre influence majeure en homéopathie fut Samuel Hahnemann. Il a une « très grande pratique homéopathique, surtout parmi les classes moyennes inférieures et les classes inférieures de la société ». Ses patients comprennent Charlotte et Emily Brontë ,.
En désaccord avec Frederic Quin, le premier médecin britannique à pratiquer l'homéopathie, Epps ne rejoint pas la British Homoeopathic Society. Il s'associe à Curie dans l'English Homoeopathic Association.

### Mort
Le 31 janvier 1869, Epps est atteint de paralysie et il meurt le 12 février à l'âge de 64 ans. Il est enterré au cimetière de Kensal Green, le 19 février 1869,.

## Politique radicale
Epps, comme son père, s'implique dans la politique radicale, en tant que libéral et abolitionniste. Il écrit dans son journal : « [J'en suis] venu à considérer toutes les créatures comme étant tout aussi importantes que moi dans l'échelle de la création ; à considérer le pauvre esclave indien comme mon frère ». Il aide à organiser le National Political Union et fréquente le Radical Club. Il s'oppose aux « tarifs de l'Église, à la guerre, aux despotes, aux lois sur le maïs et à d'autres vieilles institutions » et aime prononcer des discours politiques. Son activisme l'a mis en contact avec Joseph Hume, Lady Byron, George Wilson (président de l' Anti-Corn Law League), Giuseppe Mazzini, Thomas Slingsby Duncombe, James Stansfeld, Lajos Kossuth et Robert Owen.
Epps participe à l'obtention de l'abrogation des Test Acts (1829) et, avec Francis Place, William Johnson Fox, Francis Burdett et d'autres, à l'adoption du projet de loi de réforme de 1832. Il devient chartiste  et, en 1847, il se présente au Parlement, à Northampton, avec le soutien des chartistes.
Il est un membre actif de l'Anti-Corn Law League et rejoint des organisations en faveur des nationalités polonaise, italienne, hongroise et américaine. Il fournit une caution pour le fouriériste et révolutionnaire Simon François Bernard dans l'affaire Orsini de 1858.

### Réforme médicale
Epps soutient le « chartisme de la connaissance » et s'oppose au jargon médical. Il soutient la proposition de Thomas Wakley pour un London College of Medicine, en parlant en sa faveur lors d'une réunion en 1831, avec son collègue George Dermott ; il est sur le comité de pilotage pour sa formation, avec Joshua Brookes et David Daniel Davis.

## Implication religieuse
Epps est élevé dans une famille calviniste. Dès son plus jeune âge, il se déclare ennemi des institutions ecclésiales et d'un ministère rémunéré,ce qui se reflète dans certaines des réformes parlementaires qu'il pousse. Epps s'oppose fortement aux taux d'église. Il dénonce les grandes églises protestantes comme étant les « filles prostituées de Rome [c'est-à-dire l'Église catholique romaine] ».
Alors qu'il est à Édimbourg, il rejoint les Baptistes écossais, qui n'ont pas de ministre fixe, mais ceux qui sont émus parlent. Dans cet environnement, à l'âge de 19 ans, Epps devient prédicateur. Cependant, lorsqu'il retourne à Londres, il quitte les Baptistes écossais car là, la secte est dirigée davantage comme les systèmes ecclésiastiques qu'il rejette. Après cela, régulièrement et pendant de nombreuses années, il commence à prêcher aux mécaniciens à l'église Dock Head. À partir du début des années 1830, il s'orienta vers les croyances quakers.

### Opinions
Non seulement Epps rejette les établissements ecclésiastiques orthodoxe, mais il rejette également un certain nombre des doctrines chrétiennes dominantes. Il rejette la doctrine de l'âme immortelle, mettant plutôt l'accent sur la résurrection comme échappatoire à la mort. Dans cette veine, la seconde venue du Christ est également soulignée. Il enseigne que l'Enfer est la tombe, pas le lieu de tourment du christianisme mainstream. Il rejette également la Trinité chrétienne, affirmant que Jésus, le Fils de Dieu, est humain par nature. Il s'oppose également à la glorification des héros de guerre : "l'honneur du drapeau britannique est une phrase spécieuse qui aveugle les hommes sur le bien et le mal", a-t-il déclaré.

### Le Diable
La plus célèbre des opinions non orthodoxes d'Epps concerne le diable (1842). Il est l'un des nombreux  dissidents à prendre cette position, remontant à travers Simpson (1804), Lardner (1742), Sykes (1737), remontant à l'anabaptiste hollandais David Joris (1540). Selon Epps, les références dans la Bible au diable et à Satan sont principalement à comprendre comme des personnifications du principe de convoitise chez les humains. En 1842, il publie anonymement The Devil: a Biblical exposition of the truth concerning that old serpent, the devil and Satan and a refutation of the beliefs obtaining in the world regarding sin and its source,. La publication suscite une opposition considérable et, selon l'historien Alan Eyre, 'une conférence donnée peu après à l'institution Tooting à l'auberge Mitre à Londres cause un grave délitement et une hostilité généralisée'. De même, quelques années auparavant, il avait prononcé une série de conférences à l'église Dock Head pour démontrer que le diable n'est pas un être personnel et "cette assertion audacieuse lui attire une avalanche d'abus, et certains patients refusent d'être traités par quelqu'un tenant de tels points de vue hétérodoxes »,.
La foi de John Epps est restée avec lui tout au long de sa vie ; il est rapporté que « avec son dernier souffle, il exprima sa foi humble mais confiante dans la puissance, la sagesse et la bonté du Grand Père de tous les esprits ».